# Taojiahe (sockenhuvudort i Kina, Hubei Sheng, lat 30,91, long 115,94)
Taojiahe (kinesiska: 陶家河) är en sockenhuvudort i Kina. Den ligger i provinsen Hubei, i den centrala delen av landet, omkring 160 kilometer öster om provinshuvudstaden Wuhan. Antalet invånare är 7 477. Befolkningen består av 3 579 kvinnor och 3 898 män. Barn under 15 år utgör 13,0 %, vuxna 15-64 år 71 %, och äldre över 65 år 15,0 %.
Runt Taojiahe är det ganska tätbefolkat, med 144 invånare per kvadratkilometer. Närmaste större samhälle är Leijiadian, 17,7 km väster om Taojiahe. I omgivningarna runt Taojiahe växer i huvudsak blandskog.
Genomsnittlig årsnederbörd är 1 917 millimeter. Den regnigaste månaden är juli, med i genomsnitt 301 mm nederbörd, och den torraste är december, med 52 mm nederbörd.